# Cena Alfréda Radoka
Cena Alfréda Radoka byla výroční cena za umělecké výkony v rámci českého divadla, udělovaná od roku 1992 na základě hlasování kritiků. Anketu mezi kritiky pořádal časopis Svět a divadlo (SAD). Ceny uděloval Nadační fond cen Alfréda Radoka (do roku 2002 Nadace Alfréda Radoka). Do ročníku 2012 byla spolupořadatelem agentura Aura-Pont, v ročníku 2013 se jím stala marketingová firma CCL spol. s r.o. Počet a vymezení kategorií Cen Alfréda Radoka i způsob rozhodování o jejich udělování se v průběhu let částečně měnil. Po vyhlášení výsledků za rok 2013 Nadační fond cen Alfréda Radoka ukončil jejich udělování. Na cenu navázala roku 2014 Cena divadelní kritiky, udělovaná časopisem Svět a divadlo (SAD) v inscenačních kategoriích a Anonymní dramatická soutěž divadelní a literární agentury Aura-Pont, která po dobu udělování cen Alfréda Radoka spolupořádala kategorii Dramatická soutěž.

## Udělené inscenační ceny a nominace

### Inscenace roku
- 2013 – Národní divadlo Brno – Divadlo Reduta / Divadlo Na zábradlí Praha: Pavel Juráček, Dora Viceníková a Jan Mikulášek – Zlatá šedesátá aneb Deník Pavla J. (režie: Jan Mikulášek)

Další nominace:
Dejvické divadlo Praha: Anton Pavlovič Čechov – Racek (režie: Michal Vajdička)
Komorní scéna Aréna Ostrava: Ludmila Ulická – Ruská zavařenina (režie: Ivan Rajmont)
- 2012 – Dejvické divadlo Praha: Irvine Welsh a Daniel Majling – Ucpanej systém (režie: Michal Vajdička)

Další nominace:
Divadlo Petra Bezruče Ostrava: Emily Brontëová, Jan Mikulášek, Marta Ljubková – Na Větrné hůrce (režie: Jan Mikulášek)
Komorní scéna Aréna Ostrava: Tomáš Vůjtek – S nadějí, i bez ní (režie: Ivan Krejčí)
- 2011 – Divadlo v Dlouhé Praha: Paul Claudel – Polední úděl (režie: Hana Burešová)

Další nominace:
Národní divadlo Praha: Philip Glass – Les Enfants terribles (režie: Alice Nellis, dirigent: Petr Kofroň)
Národní divadlo Brno – Divadlo Reduta: Patrik Ouředník, Dora Viceníková a Jan Mikulášek – Europeana (režie: Jan Mikulášek)
- 2010 – Dejvické divadlo Praha: Aki Kaurismäki – Muž bez minulosti (režie: Miroslav Krobot)

Další nominace:
Pražské komorní divadlo – Divadlo komedie Praha: Peter Handke – Spílání publiku 2010 (režie: Dušan D. Pařízek)
Národní divadlo Brno – Divadlo Reduta: Jiří Voskovec, Jan Werich, Dora Viceníková – Korespondence V+W (režie: Jan Mikulášek)
- 2009 – Divadlo na Vinohradech Praha: Georg Büchner – Vojcek (režie: Daniel Špinar)

Další nominace:
Divadlo v Dlouhé Praha: Pedro Calderón de la Barca – Lékař své cti (režie: Hana Burešová)
La Fabrika Praha: Rostislav Novák – La Putyka (režie: Rostislav Novák)
Pražské komorní divadlo – Divadlo komedie Praha: Oliver Reese, Dušan D. Pařízek – Goebbels / Baarová (režie: Dušan D. Pařízek)
- 2008 – Divadlo bratří Formanů Praha: Ivan Arsenjev, Veronika Švábová, Petr Forman – Obludárium (režie: Petr Forman)

Další nominace:
Divadlo Archa Praha: Václav Havel – Odcházení (režie: David Radok)
Národní divadlo Praha: Aleš Březina a Jiří Nekvasil – Zítra se bude... (režie: Jiří Nekvasil, hudební nastudování: Marko Ivanović)
- 2007 – byly uděleny tři ceny:
  - Městské divadlo Brno: Dmitrij Merežkovskij – Smrt Pavla I. (režie: Hana Burešová)
  - Činoherní klub Praha: John Millington Synge – Hrdina západu (režie: Ondřej Sokol)
  - Pražské komorní divadlo – Divadlo komedie Praha: Franz Kafka a Dušan D. Pařízek – Proces (režie: Dušan D. Pařízek)
- 2006 – Národní divadlo Praha: Wolfgang Amadeus Mozart – La Clemenza di Tito (dirigent: Alessandro De Marchi, režie: Karl-Ernst Herrmann a Ursel Herrmann)

Další nominace:
Dejvické divadlo Praha: William Shakespeare – Hamlet (režie: Miroslav Krobot)
Městské divadlo Zlín a Filharmonie Bohuslava Martinů Zlín: Zdeněk Fibich a Jaroslav Vrchlický – Smrt Hippodamie (režie: Jan Antonín Pitínský, dirigent: Roman Válek)
Divadlo Alfa Plzeň: Tomáš Dvořák, Ivan Nesveda, Pavel Vašíček – Tři mušketýři (režie: Tomáš Dvořák)
- 2005 – Farma v jeskyni Praha: Viliam Dočolomanský – Sclavi - Emigrantova píseň (režie: Viliam Dočolomanský)

Další nominace:
Klicperovo divadlo Hradec Králové: David Drábek – Akvabely (režie: Vladimír Morávek)
Národní divadlo Brno: Bohuslav Martinů – Řecké pašije (režie: David Pountney)
Městské divadlo Brno: Pedro Calderón de la Barca – Znamení kříže (režie: Hana Burešová)
- 2004 – Divadlo Na zábradlí Praha: Ernst Jandl – Z cizoty (režie: Jan Nebeský)

Další nominace:
Divadlo Husa na provázku Brno: Fjodor Michajlovič Dostojevskij – Kníže Myškin je idiot (režie: Vladimír Morávek)
Divadlo v 7 a půl Brno: Henrik Ibsen – Nora (režie: Jan Antonín Pitínský)
- 2003 – Komorní scéna Aréna Ostrava: Michail Bulgakov – Psí srdce (režie: Sergej Fedotov)

Další nominace:
Divadlo Petra Bezruče Ostrava: Fjodor Michajlovič Dostojevskij – Idiot (režie: Sergej Fedotov)
- 2002 – Národní divadlo Praha: Leoš Janáček – Osud (dirigent: Jiří Bělohlávek, režie: Robert Wilson)
- 2001 – Národní divadlo Praha a Göteborgsoperan Göteborg: Alban Berg – Wozzeck (dirigent: Elgar Howarth, režie: David Radok)
- 2000 – Národní divadlo Praha: Dmitrij Šostakovič – Lady Macbeth Mcenského újezdu (dirigent: František Presler ml., režie: David Radok)
- 1999 – Divadlo Na zábradlí Praha: Thomas Bernhard – Divadelník (režie: Jan Antonín Pitínský)
- 1998 – Divadlo Josefa Kajetána Tyla Plzeň: Henry Purcell – Dido a Aeneas (dirigent: Vojtěch Spurný, režie: Jan Antonín Pitínský)
- 1997 – Divadlo Na zábradlí Praha: Anton Pavlovič Čechov – Ivanov (režie: Petr Lébl)
- 1996 – HaDivadlo Brno: Joseph Roth a Martin Dohnal – Jób (Sunrising Eyes) , (režie: Jan Antonín Pitínský)
- 1995 – Dejvické divadlo Praha: Jan Antonín Pitínský podle próz Jakuba Demla a Jana Čepa – Sestra Úzkost, (režie: Jan Antonín Pitínský)
- 1994 – Divadlo Na zábradlí Praha: Anton Pavlovič Čechov – Racek (režie: Petr Lébl)
- 1993 – Národní divadlo Praha: Alois a Vilém Mrštíkovi – Rok na vsi (režie: Miroslav Krobot)
- 1992 – Divadlo Labyrint Praha: Christian Dietrich Grabbe – Don Juan a Faust (režie: Hana Burešová)
  - Zvláštní cena poroty: HaDivadlo Brno: Karel David – Hvězdy na vrbě (režie: Karel David)

### Ženský herecký výkon roku
- 2013 – Tereza Vilišová, Amy, Můj romantický příběh, Divadlo Petra Bezruče Ostrava

Další nominace:
Lucie Trmíková, Rita Allmersová, Eyolfek, Divadlo v Dlouhé Praha
Svetlana Janotová, Alexandra Owensová, Flashdance, Městské divadlo Brno
- 2012 – Ivana Hloužková, Miroslav Tichý, Tichý Tarzan, Divadlo Husa na provázku Brno

Další nominace:
Sylvie Krupanská, Kateřina Earnshawová - Lintonová, Na Větrné hůrce, Divadlo Petra Bezruče Ostrava
Alena Sasínová-Polarczyk, Ona, S nadějí, i bez ní, Komorní scéna Aréna Ostrava
- 2011 – Helena Dvořáková, Ysé, Polední úděl, Divadlo v Dlouhé Praha

Další nominace:
Gabriela Míčová, Romi, Odpad, město, smrt, Pražské komorní divadlo – Divadlo komedie Praha
Lucie Žáčková, Blanche, Tramvaj do stanice Touha, Činoherní klub Praha
- 2010 – Ivana Uhlířová, Alžběta, Víra, láska, naděje, Pražské komorní divadlo – Divadlo komedie Praha

Další nominace:
Marie Málková, Gita Lauschmannová, Peníze od Hitlera, Švandovo divadlo na Smíchově Praha
Kateřina Winterová, Nora, Co se stalo, když Nora opustila manžela, Národní divadlo Praha
- 2009 – Kateřina Burianová, Violet Westonová, Srpen v zemi indiánů, Národní divadlo Praha

Další nominace:
Helena Dvořáková, Doňa Mencía de Acuña, Lékař své cti, Divadlo v Dlouhé Praha
Gabriela Míčová, Baarová, Goebbels / Baarová, Pražské komorní divadlo – Divadlo komedie Praha
Eva Novotná, Eva, Gazdina roba, Národní divadlo Brno
- 2008 – Soňa Červená, Zítra se bude..., Národní divadlo Praha

Další nominace:
Dagmar Havlová, Raněvská, Višňový sad, Divadlo na Vinohradech Praha
Zuzana Stivínová, Irena, Odcházení, Divadlo Archa Praha
- 2007 – Helena Dvořáková, Faidra, Faidra, Divadlo v Dlouhé Praha

Další nominace:
Kateřina Burianová, Claire Lannesová, Anglická milenka, Národní divadlo Praha
Kateřina Lojdová, Margareta Flahertyová, Hrdina západu, Činoherní klub Praha
Ivana Wojtylová, Vdova Quinová, Hrdina západu, Činoherní klub Praha
- 2006 – Kate Aldrich, Sesto, La Clemenza di Tito, Národní divadlo Praha

Další nominace:
Helena Dvořáková, Lady Macbeth, Macbeth, Divadlo U stolu Brno
Pavla Tomicová, Štěpa, Petrolejové lampy, Klicperovo divadlo Hradec Králové
- 2005 – Jaroslava Pokorná, Hedvika, Divoká kachna, Divadlo v Dlouhé Praha

Další nominace:
Vanda Hybnerová, Petra, Hořké slzy Petry von Kantové, Pražské komorní divadlo – Divadlo komedie Praha
Helena Dvořáková, Julie, Znamení kříže, Městské divadlo Brno
Taťjana Medvecká, Virginia, Virginia, Národní divadlo Praha
- 2004 – Daniela Kolářová, Matka, U cíle, Pražské komorní divadlo – Divadlo komedie Praha

Další nominace:
Vanda Hybnerová, Catherine, Důkaz, Divadlo v Řeznické Praha
Dana Růžičková, Nora, Nora, Divadlo v 7 a půl Brno
- 2003 – Marie Málková, Paní Zittelová, Náměstí hrdinů, Divadlo Na zábradlí Praha
- 2002 – Marie Málková, Paní Stavroginová, Běsi, Divadlo v Dlouhé Praha
- 2001 – Marie Málková, Madelaine, Terasa, Divadlo Na zábradlí Praha
- 2000 – Klaudia Dernerová, Katěrina Izmajlova, Lady Macbeth Mcenského újezdu, Národní divadlo Praha
- 1999 – Pavla Tomicová, Maryša, Maryša – po pravdě však „Mařka“, Klicperovo divadlo Hradec Králové
- 1998 – Iva Janžurová , Winnie, Šťastné dny, Národní divadlo Praha
- 1997 – Lucie Trmíková, Terezka, Terezka, Divadlo komedie Praha
- 1996 – Emília Vášáryová, Mladší sestra, Ritter, Dene, Voss, Divadlo Na zábradlí Praha
- 1995 – Ivana Hloužková, Maryša, Maryša, Divadlo Husa na provázku Brno
- 1994 – Barbora Hrzánová, Zarečná, Racek, Divadlo Na zábradlí Praha

### Mužský herecký výkon roku
- 2013 – Karel Dobrý, Opričník Andrej Danilovič, Den opričníka, Studio Hrdinů Praha

Další nominace:
Vladimír Javorský, Ferda Plzák, Zahradní slavnost, Národní divadlo Praha
Miroslav Krobot, Sorin, Racek, Dejvické divadlo Praha
- 2012 – Ivan Trojan, Bůh, Ucpanej systém, Dejvické divadlo Praha

Další nominace:
Tomáš Dastlík, Heathcliff, Na Větrné hůrce, Divadlo Petra Bezruče Ostrava
Karel Dobrý, Bardamu a Céline, Církev, Divadlo Orlík ve Studiu Hrdinů Praha
- 2011 – Martin Pechlát, Andreas Karták, Legenda o svatém pijanovi, Pražské komorní divadlo – Divadlo komedie Praha

Další nominace:
Martin Havelka, Mistr, Leoš aneb Tvá nejvěrnější, Divadlo Husa na provázku Brno
Norbert Lichý, Otec Helge, Rodinná slavnost, Divadlo Petra Bezruče Ostrava
Marek Němec, Mesa, Polední úděl, Divadlo v Dlouhé Praha
- 2010 – David Novotný, Muž, Muž bez minulosti, Dejvické divadlo Praha

Další nominace:
Vladimír Hauser, Hordubal, Hordubal, Divadlo Husa na provázku Brno
Jiří Štěpnička, Raymond, Blackbird, Národní divadlo Praha
- 2009 – Martin Pechlát, Goebbels, Goebbels / Baarová, Pražské komorní divadlo – Divadlo komedie Praha

Další nominace:
Alan Geoffrey Oke, Gustav von Aschenbach, Smrt v Benátkách, Státní opera Praha
Miroslav Táborský, Don Gutierre, Lékař své cti, Divadlo v Dlouhé Praha
- 2008 – Jaromír Dulava, Předseda, Ptákovina, Činoherní klub Praha

Další nominace:
Jan Mazák, Jakub Deml, Zapomenuté světlo, Divadlo U stolu Brno
Jan Mikušek, Zítra se bude..., Národní divadlo Praha
Jan Tříska, Dr. Vilém Rieger, Odcházení, Divadlo Archa Praha
- 2007 – byly uděleny tři ceny:
  - Martin Finger, Josef K., Proces, Pražské komorní divadlo – Divadlo komedie Praha
  - Erik Pardus, Pavel I., Smrt Pavla I., Městské divadlo Brno
  - Jaroslav Plesl, Christy Mahon, Hrdina západu, Činoherní klub Praha
- 2006 – Martin Finger, Světanápravce, Světanápravce, Pražské komorní divadlo – Divadlo komedie Praha

Další nominace:
Michal Čapka, Jindřich, Svatba, Komorní scéna Aréna Ostrava
Johannes Chum, Tito, La Clemenza di Tito, Národní divadlo Praha
- 2005 – Jan Vondráček, Lelio, Lhář, Divadlo v Dlouhé Praha

Další nominace:
Ivan Řezáč, Arnulf, Škola pro ženy, Švandovo divadlo Praha
Ivan Trojan, Lev Sergejevič Teremin, Teremin, Dejvické divadlo Praha
- 2004 – Boris Rösner, Harpagon, Lakomec, Národní divadlo Praha

Další nominace:
Jan Budař, Stavrogin, Běsi – Stavrogin je ďábel, Divadlo Husa na provázku Brno
Alois Švehlík, On, Z cizoty, Divadlo Na zábradlí Praha
- 2003 – Michal Čapka, Pes, Psí srdce, Komorní scéna Aréna Ostrava

Další nominace:
Richard Krajčo, titulní role v Hamlet – stroj, Národní divadlo Praha (projekt Bouda)
Jiří Langmajer, titulní role v Hamletovi, Letní shakespearovské slavnosti Praha
- 2002 – Jan Tříska, Lear, Král Lear, Letní shakespearovské slavnosti Praha

Další nominace:
Martin Huba, Sir, Garderobiér, Divadlo v Dlouhé Praha (zpočátku bylo uváděno v Divadle Na zábradlí)
Jaromír Dulava, Coleman Connor, Osiřelý západ, Činoherní klub Praha
- 2001 – David Prachař, Faust, Tragická historie o doktoru Faustovi, Divadlo komedie Praha
- 2000 – Jan Potměšil, Richard III, Richard III, Divadelní spolek Kašpar Praha
- 1999 – Martin Huba, Bruscon, Divadelník, Divadlo Na zábradlí Praha
- 1998 – Karel Roden, Bruno, Velkolepý paroháč, Divadlo v Dlouhé Praha
- 1997 – Miroslav Táborský, Jindřich, Konec masopustu, Divadlo v Dlouhé Praha
- 1996 – Jiří Ornest, Ludwig, Ritter, Dene, Voss, Divadlo Na zábradlí Praha
- 1995 – Tomáš Töpfer, Jacobowski, Jacobowski a plukovník, Divadlo na Vinohradech Praha
- 1994 – David Prachař, titulní role v Hamletovi, Divadlo komedie Praha

### Mužský herecký výkon v ženské roli
- 1997 – Jiří Pecha, Babička, Babička, Divadlo Husa na provázku Brno

### Divadlo roku
- 2013 – Komorní scéna Aréna Ostrava

Další nominace:
Divadlo v Dlouhé Praha
Studio Hrdinů Praha
Klicperovo divadlo Hradec Králové
- 2012 – Dejvické divadlo Praha

Další nominace:
Divadlo Reduta (Národní divadlo Brno)
Pražské komorní divadlo – Divadlo komedie Praha
- 2011 – Pražské komorní divadlo – Divadlo komedie Praha

Další nominace:
Divadlo Reduta (Národní divadlo Brno)
Buranteatr Brno
Divadlo v Dlouhé Praha
- 2010 – Dejvické divadlo Praha

Další nominace:
Klicperovo divadlo Hradec Králové
Pražské komorní divadlo – Divadlo komedie Praha
- 2009 – Pražské komorní divadlo – Divadlo komedie Praha

Další nominace:
Divadlo Husa na provázku Brno
Divadlo v Dlouhé Praha
- 2008 – Činoherní klub Praha

Další nominace:
Divadlo bratří Formanů Praha
Divadlo v Dlouhé Praha
- 2007 – Pražské komorní divadlo – Divadlo komedie Praha

Další nominace:
Dejvické divadlo Praha
Činoherní klub Praha
- 2006 – Dejvické divadlo Praha

Další nominace:
Divadlo Husa na provázku Brno
Divadlo U stolu Brno
Pražské komorní divadlo – Divadlo komedie Praha
- 2005 – Divadlo v Dlouhé Praha

Další nominace:
Dejvické divadlo Praha
Divadlo Na zábradlí Praha
Pražské komorní divadlo – Divadlo komedie Praha
- 2004 – Divadlo Na zábradlí Praha

Další nominace:
Divadlo Husa na provázku Brno
Klicperovo divadlo Hradec Králové
Slovácké divadlo Uherské Hradiště
- 2003 – Klicperovo divadlo Hradec Králové
- 2002 – byly uděleny dvě ceny:
  - Činoherní klub Praha
  - Dejvické divadlo Praha
- 2001 – Klicperovo divadlo Hradec Králové
- 2000 – Činoherní studio Ústí nad Labem
- 1999 – Klicperovo divadlo Hradec Králové
- 1998 – Klicperovo divadlo Hradec Králové
- 1997 – Divadlo Na zábradlí Praha
- 1996 – Divadlo komedie Praha
- 1995 – Dejvické divadlo Praha
- 1994 – Divadlo Na zábradlí Praha

### Hra roku (od roku 2004 Česká hra roku)
- 2013 – Plejtvák, Milan Šotek

Další nominace:
Dechovka, Jiří Havelka a Karel František Tománek
Z prachu hvězd, Lenka Lagronová
- 2012 – Brian, Miroslav Krobot

Další nominace:
Denně (Poníci slabosti), Egon Tobiáš
Dabing Street, Petr Zelenka
- 2011 – Jedlíci čokolády, David Drábek

Další nominace:
Česká válka, Miroslav Bambušek
Ohrožené druhy, Petr Zelenka
- 2010 – Očištění, Petr Zelenka

Další nominace:
Noc oživlých mrtvol, David Drábek
Prase aneb Václav Havel’s Hunt for a Pig, Václav Havel, Vladimír Morávek
Kauza Médeia, Petr Kolečko, Daniel Špinar, Eurípidés
- 2009 – Náměstí bratří Mašínů, David Drábek

Další nominace:
Kauza Salome, Petr Kolečko, Daniel Špinar a Oscar Wilde
Labutí jezírko, Iva Peřinová
- 2008 – Odcházení, Václav Havel

Další nominace:
Zítra se bude..., Aleš Březina a Jiří Nekvasil
České nebe, Jára da Cimrman, Ladislav Smoljak a Zdeněk Svěrák
- 2007 – Zázrak v černém domě, Milan Uhde

Další nominace:
Strange Love, Jaroslav Rudiš a Petr Pýcha
Doma u Hitlerů aneb historky z Hitlerovic kuchyně, Arnošt Goldflam
Cesta do Bugulmy, Jáchym Topol
- 2006 – Má vlast, Iva Klestilová

Další nominace:
Horáková x Gottwald (Zabijeme ženskou. Leknou se, zvyknou si.), Karel Steigerwald
Tři mušketýři, Tomáš Dvořák, Ivan Nesveda, Pavel Vašíček
- 2005 – Akvabely, David Drábek

Další nominace:
Krásný nadhasič aneb požár Národního divadla, Iva Peřinová
Teremin, Petr Zelenka
- 2004 – Nagano, Martin Smolka a Jaroslav Dušek

Další nominace:
Ředitelská lóže, Arnošt Goldflam
Sendviče reality, Karel František Tománek
- 2003 – Poručík z Inishmoru, Martin McDonagh
- 2002 – Osiřelý západ, Martin McDonagh
- 2001 – Příběhy obyčejného šílenství, Petr Zelenka
- 2000 – Faust je mrtvý, Mark Ravenhill
- 1999 – Jeminkote, psohlavci, Iva Peřinová
- 1998 – Arkádie, Tom Stoppard
- 1997 – Terezka, Lenka Lagronová
- 1996 – Ritter, Dene, Voss, Thomas Bernhard
- 1995 – Sestra Úzkost, Jan Antonín Pitínský podle próz Jakuba Demla a Jana Čepa
- 1994 – Záskok, Jára Cimrman, Ladislav Smoljak a Zdeněk Svěrák

### Scénografie
- 2013 – Martin Chocholoušek, scéna: Jedenácté přikázání aneb Mucholapka, Národní divadlo Praha

Další nominace:
Marek Cpin, výprava: Zlatá šedesátá aneb deník Pavla J., Národní divadlo Brno – Divadlo Reduta / Divadlo Na zábradlí Praha
Jan Nebeský a Jana Preková, scénografie: Eyolfek, Divadlo v Dlouhé Praha
- 2012 – Matěj Forman, Andrea Sodomková, scéna a kostýmy: Čarokraj, Národní divadlo Praha

Další nominace:
Lucie Labajová, scéna a kostýmy: Tichý Tarzan, Divadlo Husa na provázku Brno
David Radok, scéna: Troilus a Kressida, Národní divadlo Praha
- 2011 – Martin Černý, scéna: Polední úděl, Divadlo v Dlouhé Praha

Další nominace:
Marek Cpin, výprava: Trapná muka, Divadlo Husa na provázku Brno
Jan Nebeský a Jana Preková, scénografie: Král Lear, Národní divadlo Praha
- 2010 – Robert Wilson, scéna: Věc Makropulos, Národní divadlo Praha

Další nominace:
Marek Cpin, výprava: Macbeth, Divadlo v Dlouhé Praha
Svatopluk Sládeček, scéna: Korespondence V+W, Národní divadlo Brno – Divadlo Reduta
Robert Wilson, scéna a světelný design: Káťa Kabanová, Národní divadlo Praha
- 2009 – Tom Schenk, scéna: Smrt v Benátkách, Státní opera Praha

Další nominace:
Daniel Dvořák, scéna: Juliette, Národní divadlo Brno
Matěj Forman a Josef Sodomka, scéna: Ubohá Rusalka bledá, Divadlo Husa na provázku Brno
Kamila Polívková, výprava: Lvíče, Pražské komorní divadlo – Divadlo komedie Praha
- 2008 – Jaromír Vlček a David Radok, scéna: Odcházení, Divadlo Archa Praha

Další nominace:
Josef Sodomka a Anti Sodomková, scéna a kostýmy: Obludárium, Divadlo bratří Formanů Praha
Karl-Ernst Herrmann, scéna: La finta giardiniera, Národní divadlo Praha
- 2007 – byly uděleny dvě ceny:
  - Matěj Forman, scéna: Dobře placená procházka, Národní divadlo Praha
  - Kristýna Täubelová, výprava: Z knihy džunglí, Divadlo Minor Praha

Další nominace:
Tomáš Rusín, scéna: Smrt Pavla I., Městské divadlo Brno
Veronika Richterová a Martin Černý, scéna: Milada, Divadlo Na zábradlí Praha
- 2006 – Karl-Ernst Herrmann, scéna a kostýmy: La Clemenza di Tito, Národní divadlo Praha

Další nominace:
David Marek, scéna: Richard III, Národní divadlo Praha
Jakub Kopecký, scéna: Hrdinové, Národní divadlo Praha (projekt Bouda)
- 2005 – Martin Chocholoušek, scéna: Akvabely, Klicperovo divadlo Hradec Králové

Další nominace:
David Radok, scéna: Popis jednoho zápasu, Divadlo Na zábradlí Praha
Kateřina Štefková, kostýmy: Platonov je darebák, Divadlo Na zábradlí Praha
- 2004 – Pavel Svoboda, scéna: Bludný Holanďan, Divadlo Josefa Kajetána Tyla Plzeň

Další nominace:
David Marek, scéna: Lakomec, Národní divadlo Praha
Markéta Oslzlá – Sládečková, scéna a kostýmy: Arabská noc, Divadlo F. X. Šaldy Liberec
- 2003 – Matěj Forman, Andrea Sodomková, Renata Pavlíčková, Ondřej Mašek, scéna: La Belle et la Bête, Národní divadlo Praha
- 2002 – Robert Wilson, scéna: Osud, Národní divadlo Praha
- 2001 – Petr Matásek, scéna: Tragická historie o doktoru Faustovi, Divadlo komedie Praha
- 2000 – Aleš Votava, scéna: Tosca, Národní divadlo Praha
- 1999 – Daniel Dvořák, scéna: Bubo z Montparnassu, Státní opera Praha
- 1998 – Tomáš Rusín, scéna: Dido a Aeneas, Divadlo Josefa Kajetána Tyla Plzeň
- 1997 – Josef Svoboda, scéna: Faust, Národní divadlo Praha
- 1996 – Jan Dušek, scéna: Othello, Městské divadlo Brno
- 1995 – Egon Tobiáš, scéna: Sestra úzkost, Dejvické divadlo Praha
- 1994 – Josef Svoboda, scéna: Obři z hor, Divadlo Za branou II Praha

### Scénická hudba
- 2013 – Emil Viklický, Kabaret Shakespeare, Studio Damúza Praha

Další nominace:
Vladimír Franz, Válka s mloky, Národní divadlo Praha
Darek Král, Jedenácté přikázání aneb Mucholapka, Národní divadlo Praha
- 2012 – Miloš Orson Štědroň, Divadlo Gočár, Omnimusa o.s. v Divadle komedie Praha

Další nominace:
Petr Hromádka, Doktor Faustus, Divadlo Husa na provázku Brno
Vojtěch Dlask, Dziady, Buranteatr Brno
- 2011 – Miloš Štědroň, Leoš aneb Tvá nejvěrnější, Divadlo Husa na provázku Brno

Další nominace:
David Babka, Wanted Welzl, Dejvické divadlo Praha
Aleš Březina, Král Lear, Národní divadlo Praha
Xindl X a Dalibor Cidlinský jr., Cyrano!! Cyrano!! Cyrano!! Postmuzikál, Divadlo na Vinohradech Praha
- 2010 – Aleš Březina, Věc Makropulos, Národní divadlo Praha

Další nominace:
Pavel Fajt, NoD Quijote, Studio Damúza a Experimentální prostor Roxy/NoD Praha
Miloš Orson Štědroň, Lamento / Z tance v prach a opět do tance (Den a noc Matky Terezy), Omnimusa a Experimentální prostor Roxy/NoD Praha
- 2009 – Vít Zouhar, Radúz a Mahulena, Národní divadlo, Praha

Další nominace:
Jan Maxián, Vojtěch Dyk a Jakub Prachař, La Putyka, La Fabrika Praha
Petr Wajsar, Pornohvězdy, Experimentální prostor Roxy/NoD Praha
- 2008 – Aleš Březina, Zítra se bude..., Národní divadlo Praha

Další nominace:
Richard Dvořák, Vějíř s broskvovými květy, Divadlo v Dlouhé Praha
Michal Nejtek, Exit 89, Divadlo Archa Praha
- 2007 – Vladimír Franz, Smrt Pavla I., Městské divadlo Brno

Další nominace:
Michal Pavlíček, Velice modrý pták, Divadlo Husa na provázku Brno
Miloš Orson Štědroň, Kabaret Ivan Blatný, Pražské komorní divadlo – Divadlo komedie Praha
- 2006 – byly uděleny dvě ceny:
  - Vladimír Franz, Amfitryon, Městské divadlo Brno
  - Petr Kofroň, Magická flétna, Městské divadlo Brno

Další nominace:
Zuzana Lapčíková, Balady, Národní divadlo Brno
- 2005 – Vladimír Franz, Znamení kříže, Městské divadlo Brno

Další nominace:
Michal Pavlíček, Akvabely, Klicperovo divadlo Hradec Králové
Petr Kofroň, Duše – krajina širá, Národní divadlo Praha
Marjana Sadowska, Sclavi - Emigrantova píseň, Farma v jeskyni Praha
- 2004 – Petr Hromádka, projekt Sto roků kobry, Divadlo Husa na provázku Brno

Další nominace:
Vladimír Franz, Macbeth, Divadlo na Vinohradech Praha
Martin Smolka, Nagano, Národní divadlo Praha
- 2003 – David Smečka, Smetení Antigony, Studio Marta, Divadelní fakulta JAMU Brno
- 2002 – Vladimír Franz, Marketa Lazarová, Národní divadlo Praha
- 2001 – Petr Ulrych, Koločava, Městské divadlo Brno
- 2000 – Vladimír Franz, Hamlet, Klicperovo divadlo Hradec Králové
- 1999 – Pavel Sýkora (a Jiří Bulis), Maryša – po pravdě však „Mařka“, Klicperovo divadlo Hradec Králové
- 1998 – byly uděleny dvě ceny:
  - Vladimír Franz, Bloudění, Národní divadlo Praha
  - Miki Jelínek, Sladce a moudře, Divadlo Rokoko Praha
- 1997 – Jiří Bulis, Proklatec, HaDivadlo Brno (Cena udělena ještě za „jiný umělecký výkon“.)

### Talent
- 2013 – Patrik Děrgel (herec)

Další nominace:
Ivo Kristián Kubák (režisér)
Marek Němec (režisér)
- 2012 – Braňo Holiček (režisér, herec)

Další nominace:
Anna Petrželková (režisérka)
Veronika Lazorčáková (herečka)
- 2011 – Michal Isteník (herec)

Další nominace:
Anna Petrželková (režisérka)
Igor Orozovič (herec)
- 2010 – Štěpán Pácl (režisér)

Další nominace:
Anna Petrželková (režisérka)
Kamila Polívková (režisérka, scénografka)
- 2009 – Vojtěch Dyk (herec)

Další nominace:
Pavla Beretová (herečka)
Rostislav Novák (autor, režisér, herec, artista)
- 2008 – Štěpán Pácl (režisér)

Další nominace:
Petra Tejnorová (režisérka)
Petr Kolečko (dramatik)
- 2007 – Jiří Havelka (režisér)

Další nominace:
Viktorie Čermáková (režisérka)
Miloslav König (herec)
- 2006 – Ivana Uhlířová (herečka)

Další nominace:
Rostislav Novák (herec, performer, autor)
SKUTR – Martin Kukučka, Lukáš Trpišovský (autorsko-režisérská dvojice)
Ivana Veberová (operní pěvkyně)
- 2005 – Gabriela Vermelho (hudebnice, zpěvačka a herečka)

Další nominace:
Viliam Dočolomanský (režisér, scenárista, herec)
SKUTR – Martin Kukučka, Lukáš Trpišovský (autorsko-režisérská dvojice)
- 2004 – Magdaléna Borová (herečka)

Další nominace:
Kateřina Jalovcová (zpěvačka)
SKUTR – Martin Kukučka, Lukáš Trpišovský (autorsko-režisérská dvojice)
Matija Solce (loutkář, herec, muzikant)
David Švehlík (herec)
- 2003 – Lucie Žáčková (herečka)

Další nominace:
Martin Heřman Frys (herec, autorské divadlo)
- 2002 – Ondřej Sokol (režisér, herec a překladatel)
- 2001 – Miroslav Krobot (cenu dostal jako herec)
- 2000 – Richard Krajčo (herec)
- 1999 – Martin Čičvák (režisér)
- 1998 – Petr Krušelnický (mim)
- 1997 – Petra Špalková (herečka)
- 1996 – Martin Dohnal (skladatel)
- 1995 – Zuzana Stivínová (herečka)
- 1994 – Martin Myšička (herec)

### Cena Hvězd na vrbě
- 2012 – Tomáš Vůjtek, S nadějí, i bez ní, režie: Ivan Krejčí, Komorní scéna Aréna Ostrava
- 2003 – Vladimír Morávek, projekt Čechov Čechům, Klicperovo divadlo Hradec Králové

## Dramatická soutěž
- 2013 – 1. cena: Duchovní smrt v Benátkách, Miloslav Vojtíšek (umělecký pseudonym S.dCh.)
  - 2. cena: Einsteinova žena, Peter Pavlac
  - 3. cena: Taxis, Zdeněk Palusga
  - Cena Čro 3 Vltava: Řečiště, Jiří Suchý z Tábora
- 2012 – 1. cena: Zátiší ve Slovanu, Miloslav Vojtíšek (umělecký pseudonym S.dCh.)
  - 2. cena: Psoriáza, Vladimír Mores
  - 3. cena: Slyšení, Tomáš Vůjtek
  - Cena Čro 3 Vltava: Domeček, Petr Michálek
- 2011 – 1. cena: Vladimirova děvka, Jan Kratochvíl
  - 2. cena: Vídeňský hřích, Nenad Djapić
  - 3. cena: Brutto, Iva Procházková
  - Cena Čro 3 Vltava: Otevřené okno, Michal Foff
- 2010 – 1. cena: Závrať, Eva Prchalová
  - 2. cena: Rodinné Blues, Iveta Horváthová
  - 3. cena: Homo Haber, Jakub Kolár
  - Cena Čro 3 Vltava: neudělena
- 2009 – 1. cena: neudělena
  - 2. cena: S nadějí, i bez ní, Tomáš Vůjtek
  - 3. cena: Noc moudrých mužů, Jiří Homola
  - Cena Čro 3 Vltava: Noc moudrých mužů, Jiří Homola
- 2008 – 1. cena: Krátke spojenia, Vladislava Fekete
  - 2. cena: Ažura, Eva Prchalová
  - 3. cena: 12 způsobů mizení, Daniela Fischerová pod pseudonymem Jan Frank
  - Cena Čro 3 Vltava: Krátke spojenia, Vladislava Fekete
- 2007 – 1. cena: Don Juan v posteli, Miroslav Djablik
  - 2. cena: Náměstí bratří Mašínů, David Drábek
  - 3. cena: Srnky, Tomáš Svoboda
  - Čestné uznání: Bílý palcát, David Nejedlý a Stanislav Jiránek
  - Cena Čro 3 Vltava: Srnky, Tomáš Svoboda
- 2006 – 1. cena: neudělena
  - 2. cena: Niekur, Kateřina Rudčenková
  - 3. cena: Mesto v protismere, Roman Olekšák
  - Cena Čro 3 Vltava: Pocit nočního vlaku, Radek Malý
- 2005 – 1. cena: Kto sa bojí Beatles, Viliam Klimáček
  - 2. cena: Léto v Laponsku, Jaroslav Rudiš a Petr Pýcha
  - 3. cena: Barikády, Alice Nellis a Štít, Tomáš Syrovátka
  - Cena Čro 3 Vltava: Léto v Laponsku, Jaroslav Rudiš a Petr Pýcha
- 2004 – 1. cena: Smajlíci, Roman Olekšák
  - 2. cena: Porta apostolorum, Miroslav Bambušek
  - 3. cena: Siluet b moll, Dušan Vicen
  - Čestné uznání: Satana, Zdeněk Jecelín a Život je krásnej, Karel František Tománek
- 2003 – 1. cena: Akvabely, David Drábek
  - 2. cena: Poslední večeře, Pavel Trtílek
  - 3. cena: Kašpar Hauser – Dítě Evropy, Jan Vedral
- 2002 – 1. cena: … pohlaď psa…, Dušan Vicen
  - 2. cena: Hypermarket, Viliam Klimáček
  - 3. cena: Chvíli před tím, než jsem otevřela zásuvku a vyndala nůž, Ivana Růžičková a 3sestry2002.cz, Iva Volánková
- 2001 – 1. cena: neudělena
  - 2. cena: Písek, Miroslav Bambušek, Neha, Roman Olekšák a Stísněni, Iva Volánková
- 2000 – 1. cena: neudělena
  - 2. cena: Čechov – boxer, Viliam Klimáček
  - 3. cena: Kvartýr, Martin Tichý a Trilogie Minach, Iva Volánková
- 1999 – 1. cena: neudělena
  - 2. cena: Hugo Karas, Jozef Gombár a Vařený hlavy, Marek Horoščák
  - 3. cena: Jablko na streche, Vladimír Mores a Změny, Miroslav Oščatka
- 1998 – 1. cena: Odpočívej v pokoji, Jiří Pokorný
  - 2. cena: Jeminkote, psohlavci, Iva Peřinová
  - 3. cena: Tristan a Isolda, Zdeněk Jecelín
- 1997 – 1. cena: Taťka střílí góly, Jiří Pokorný
  - 2. cena: Smetení Antigony, Roman Sikora
  - 3. cena: Posledný letní deň, Silvester Lavrík
- 1996 – 1. cena: Katarína, Silvester Lavrík
  - 2. cena: Eva Tatlin, Viliam Klimáček
  - Prémie: Mein Faust, Marek Horoščák a Hlasy, Marcel Kabát
- 1995 – 1. cena: neudělena
  - 2. cena: Pastička, Markéta Bláhová a Gotika, Viliam Klimáček
  - 3. cena: Vtákovina, Luboš Midriak a Jaurés, Egon Tobiáš
- 1994 – 1. cena: Jana z parku, David Drábek a Mária Sabína, Viliam Klimáček
  - 2. cena: Proti větru (Nahniličko), Jan Kraus
  - 3. cena: Smrt Huberta Perny, Luboš Balák
- 1993 – 1. cena: neudělena
  - 2. cena: Modrá tvář, Arnošt Goldflam a Nuda na pláži, Viliam Klimáček
  - 3. cena: Večera, Ladislav Kerata a Zajatci tmy, Radek Balaš
- 1992 – 1. cena: neudělena
  - 2. cena: Odložený Filoktétés, Michal Lázňovský a Nevinní jsou nevinní, Tomáš Rychetský
  - 3. cena: Súkromný striptíz, Pavol Janík a Pokojíček, Jan Antonín Pitínský